# 克魯克鎮區 (阿肯色州德魯縣)
克魯克鎮區（英語：Crook Township）是位於美國阿肯色州德魯縣的一個行政鎮區。

## 地方資料
克魯克鎮區的面積為167.18平方千米，當中陸地面積為166.36平方千米，而水域面積為0.82平方千米。根據2010年美國人口普查的數據，當地共有人口305人，而人口密度為每平方千米1.82人。